# Bunkerbrechende Waffe

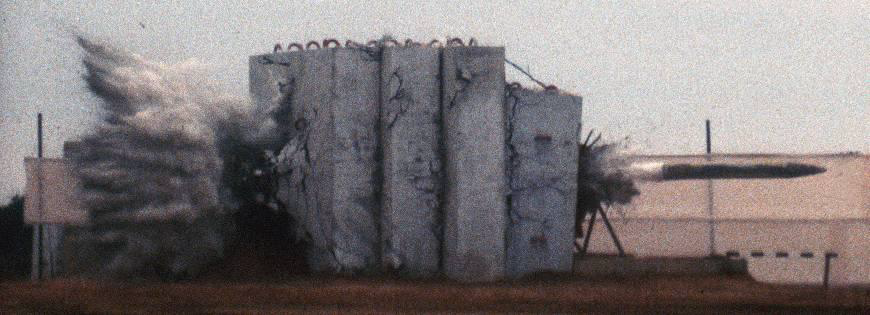
BLU-122 durchschlägt mehrere Meter dicken Stahlbeton

Bunkerbrechende Waffen (englisch bunker buster) sind Waffen, um Bunker zu bekämpfen. Heute handelt es sich meist um von Flugzeugen abgeworfene Bomben oder spezielle Lenkflugkörper. Als Flugzeuge noch nicht die entsprechende Tragkraft hatten, konnte man nur bodengestützte Systeme für diese Aufgabe verwenden.

## Geschichte

### Erster Weltkrieg
Als Ende des 19. Jahrhunderts und am Anfang des 20. Jahrhunderts immer ausgedehntere und bessere Befestigungsanlagen gebaut wurden, begannen verschiedene Staaten Waffen zu entwickeln, die diese Bunkeranlagen zerstören sollten. Die berühmteste dieser Waffen war der 42-cm-Mörser „Dicke Bertha“. Gegen die zu Beginn des Ersten Weltkrieges bereits veraltete Mehrheit der Befestigungsanlagen, wie die von Lüttich, konnten diese Geschütze große Erfolge erzielen. Weil als Munition noch immer gewöhnliche Sprenggranaten verwendet wurden, sind diese Waffen weder als spezialisierte bunkerbrechende Waffen anzusehen noch konnten sie die damals modernsten Befestigungen wie in Verdun zerstören. Ab der Mitte des Jahres 1915 wurden für diese überschweren Geschütze und auch die Eisenbahngeschütze spezielle Granaten entwickelt. Diese erhielten eine extra gehärtete Stahlummantelung und wurden mit Zeitzündern versehen. Die Geschosse sollten tief in den Beton der beschossenen Bunker und Festungen eindringen und mit ihrer enormen Sprengwirkung die Bunkeranlagen zerstören.

### Zweiter Weltkrieg

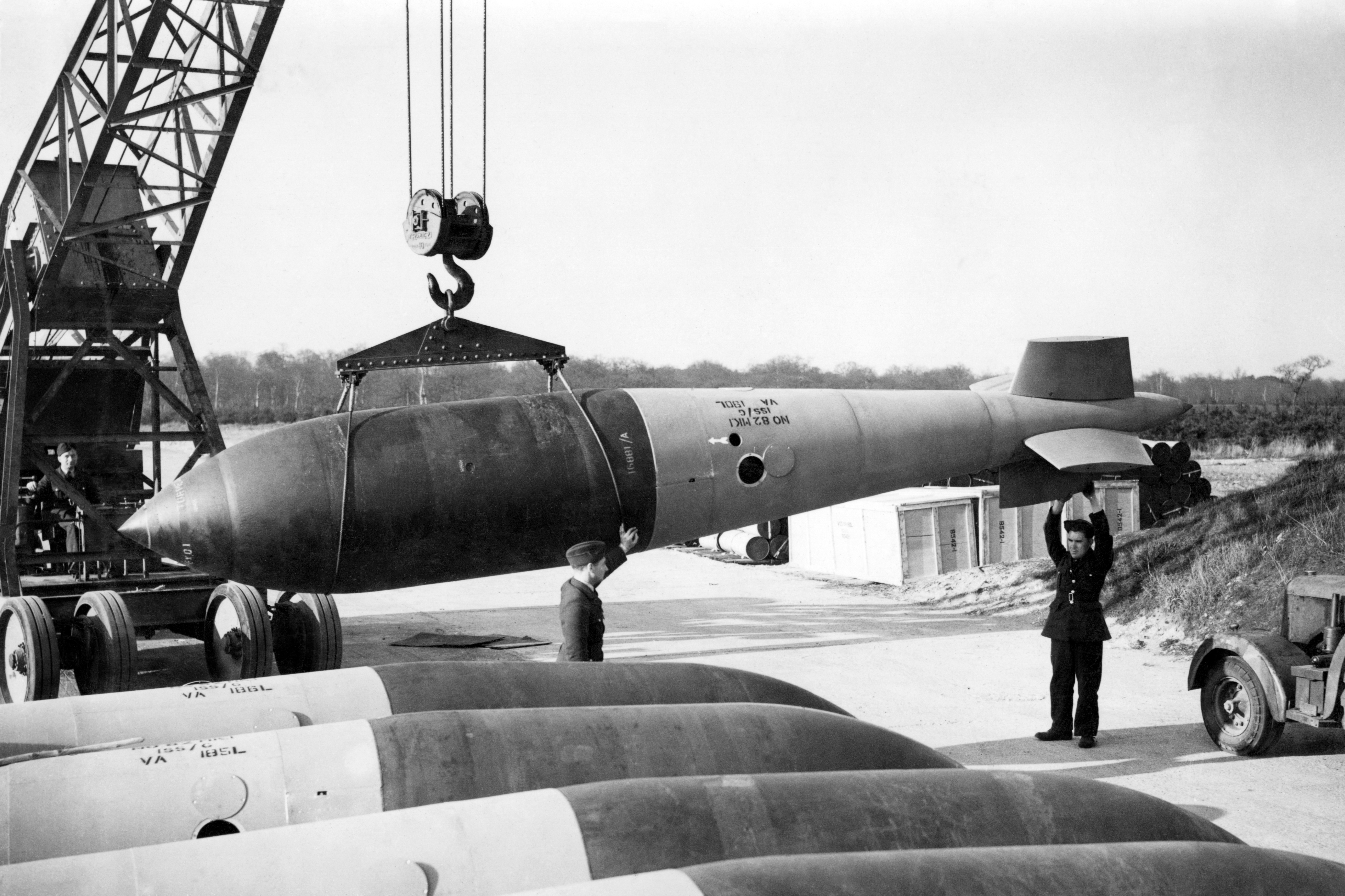
Eine Grand-Slam-Bombe

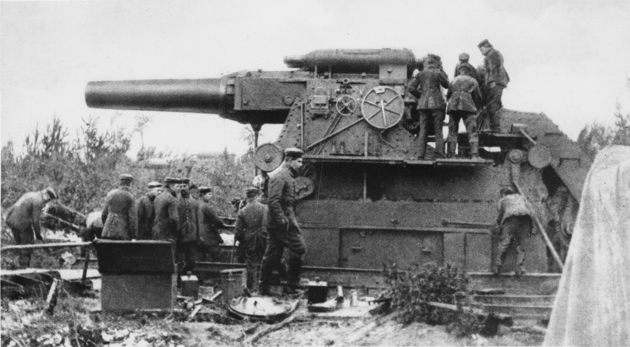
Das „Gamma-Gerät“ der Krupp AG, eine der schwersten Waffen, die zur Zerstörung von Festungs- und Bunkeranlagen gebaut wurden

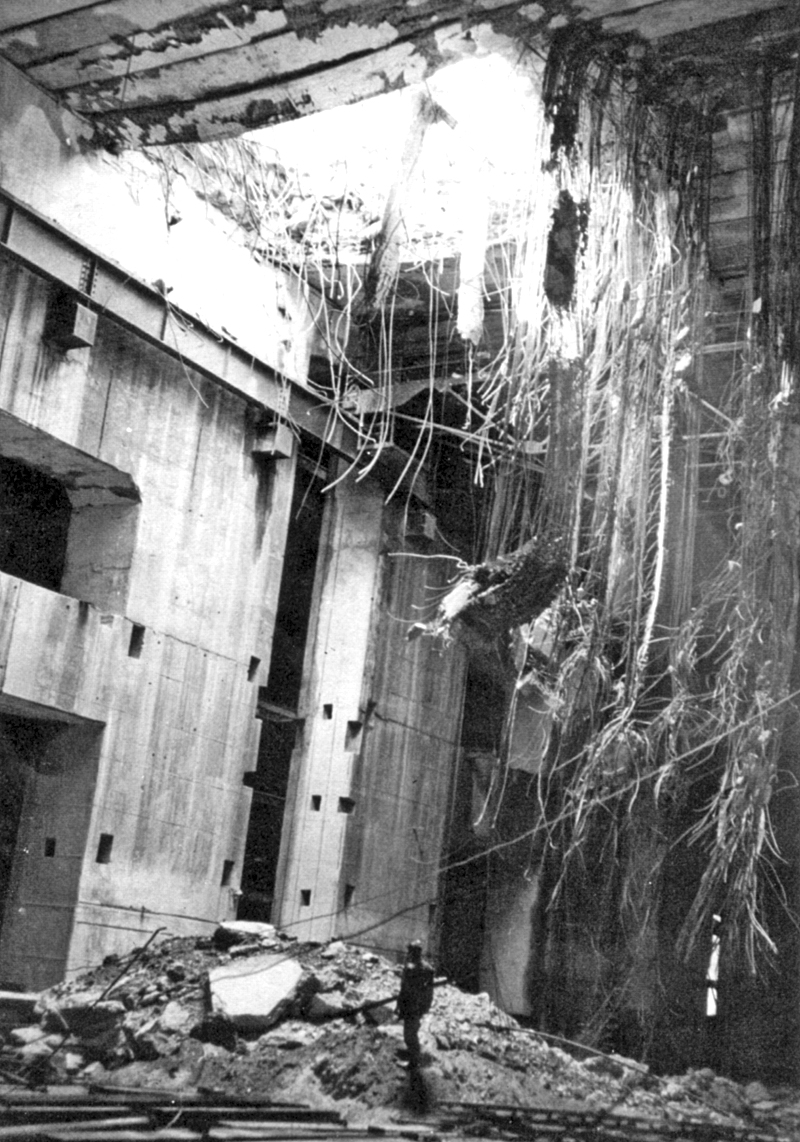
Ein von einer „Grand Slam“ getroffener deutscher U-Boot-Bunker während des Zweiten Weltkrieges

In den 1930er-Jahren wurde die Idee von Großgeschützen als Waffen gegen Befestigungen wieder aufgenommen. Durch die Verwendung von noch größeren Kalibern und Spezialgeschossen konnte die Durchschlagsleistung massiv gesteigert werden. Die Projektile erhielten eine Spitze aus einer speziellen Stahllegierung. Durch diese Verbesserungen konnte der 60-cm-Mörser „Karl“ 2,5 Meter Beton durchschlagen, im Vergleich zu nur einem Meter bei der „Dicken Bertha“. Die Granaten der 80-cm-Kanone „Dora“ konnten sogar sieben Meter Beton durchdringen. Der militärische Nutzen dieser Geschütze gilt als gering, da der logistische und personelle Aufwand enorm und die Treffergenauigkeit niedrig war.
Ein komplett anderes Konzept verfolgte der Engländer Barnes Wallis mit den von ihm im Zweiten Weltkrieg konstruierten „Tallboy“- und „Grand-Slam“-Großbomben. Die zuerst entwickelte „Tallboy“ erreichte durch ihre aerodynamische Form beim Aufprall Geschwindigkeiten über Mach 1. Kombiniert mit ihrem großen Gewicht von 5,4 Tonnen und einem Gehäuse aus speziell gehärtetem Stahl sollte sie tief in Erde und Beton eindringen können. Gegen die am stärksten gepanzerten deutschen U-Bootbunker reichte dies bei weitem nicht aus, was zur Entwicklung der mit 10 Tonnen nahezu doppelt so schweren „Grand Slam“ führte. Diese konnte, aus großer Höhe abgeworfen, bis zu 40 Meter tief in die Erde eindringen oder bis zu 4,5 Meter Beton durchschlagen. Durch ihre Erfolge gegen die deutschen U-Boot-Bunker waren diese Waffen die ersten spezialisierten bunkerbrechenden Waffen mit einem tatsächlichen militärischen Nutzen.

### Nachkriegszeit
Während des Zweiten Golfkrieges gegen den Irak 1990 („Operation Desert Storm“) meldete das US-Militär dringenden Bedarf an einer neuen Waffe, die in der Lage sein sollte, die am stärksten gepanzerten irakischen Bunker zu zerstören. In der Rekordzeit von nur einem Monat entwickelte die „Texas Instruments Defense Systems and Electronic Group“ (inzwischen im Rüstungskonzern „Raytheon“ aufgegangen) aus alten 203-mm-Haubitzenrohren die GBU-28, eine Laser-gelenkte bunkerbrechende Waffe mit 2132 kg Gewicht und einer Sprengstofffüllung von 286 kg. Bei den einzigen beiden Einsätzen dieser Waffen während des Krieges durch US-amerikanische F-111F Jagdbomber wurden kurz vor dem Ende der Kampfhandlungen schwer befestigte Bunker in Bagdad zerstört. Aus den Erfahrungen während dieses Kriegs entstand in den USA eine ganze Palette von verschiedensten bunkerbrechenden Waffen, die teilweise auch in andere Staaten exportiert wurden.

## Moderne bunkerbrechende Waffen

### Funktionsweise luftgestützter Systeme

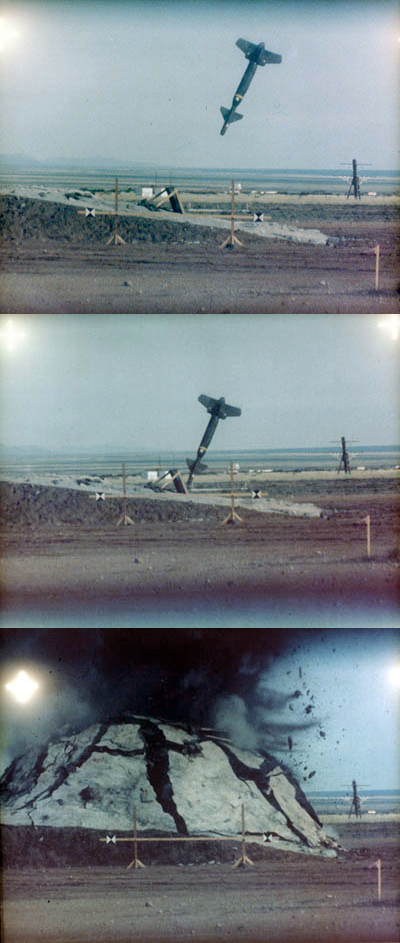
Test eines Bunker-Busters der USAF vom Typ BLU-109

Heutige bunkerbrechende Waffen funktionieren immer noch sehr ähnlich wie die ersten „Bunker-Buster“ aus dem Zweiten Weltkrieg. Die Waffen werden aus großer Höhe abgeworfen, erreichen im freien Fall eine hohe Geschwindigkeit und verfügen über ein besonders gehärtetes Stahlgehäuse, damit sie die Zieloberfläche durchdringen können. Geändert hat sich die Abwurfhöhe, da heutige Strahlflugzeuge sehr viel höher fliegen können als Flugzeuge mit Kolbentriebwerk. Außerdem sind heute fast alle Systeme mit einer GPS- oder Laserlenkung versehen, um die Treffergenauigkeit zu erhöhen. Eine weitere Möglichkeit ist es, den Penetrator, anstatt ihn als Bombe abzuwerfen, auf eine Cruise Missile zu montieren und so die Reichweite massiv zu steigern. Das hat den Vorteil, dass die Waffenplattform sich erst gar nicht dem Ziel annähern muss und so vor den Luftabwehrsystemen des Gegners geschützt ist.
Die neueste Entwicklung im Bereich der bunkerbrechenden Waffen ist die Kombination eines gewöhnlichen Penetrators mit einer davor angebrachten Hohlladung, z. B. der BROACH-Gefechtskopf von BAE Systems. Dies erhöht die Durchschlagsleistung, vor allem bei Beton, erheblich.

### Funktionsweise landgestützter Systeme
Bei landgestützten bunkerbrechenden Systemen wird eine bereits vorhandene Panzerfaust oder Panzerabwehrlenkwaffe herangezogen und für den neuen Zweck modifiziert. Moderne Panzerabwehrsysteme verfügen normalerweise über eine Tandemhohlladung, wobei die erste die Reaktivpanzerung überwindet und die zweite die eigentliche Panzerung durchschlägt. Für die Umwandlung in eine Antibunkerwaffe wird die zweite Hohlladung durch einen Penetrator ersetzt. Die Hohlladung schießt ein erstes Loch in den Bunker, der Penetrator bahnt sich den Weg durch die Reststruktur und zündet innerhalb des Ziels die Sprengladung.

### Liste moderner bunkerbrechender Waffen

#### USA
- Waffen mit konventionellem Sprengkopf
  - BLU-109: Penetrator mit Paveway- oder JDAM-Lenksätzen. Bei einem Gewicht von 863 kg hat er eine Penetrationsleistung von 1,8 m Beton.
  - BLU-113: Mit einem Gewicht von 2270 kg einer der stärksten Penetratoren der Welt. Er kann nur mit speziellen Lenksätzen ausgerüstet werden und durchschlägt rund 6 m Beton.
  - BLU-116: Weiterentwicklung des BLU-109 Penetrators, der mit Paveway- oder JDAM-Lenksätzen verwendet werden kann. Er ist ähnlich groß und schwer wie der BLU-109 und durchschlug in Tests 3,4 m Beton.
  - BLU-118: Neuartiger Penetrator, der mit Paveway- oder JDAM-Lenksätzen verwendet werden kann. Anstelle von herkömmlichem Sprengstoff ist er mit einem thermobarischen Sprengkopf ausgerüstet, der Bunker wird hierbei nicht unbedingt durch eine direkte Penetration zerstört, sondern die darin verschanzte Besatzung getötet. Gewicht etwa 900 kg.
  - BLU-122: Stark verbesserte, ähnlich schwere und große Version des BLU-113 Penetrators. Durchschlägt mehr als 7 m Beton.
  - BLU-137: Nachfolger der BLU-109 mit verbessertem Zünder.
  - Small Diameter Bomb (SDB): Trotz der geringen Größe und Masse (etwa 114 kg) hat die SDB die gleiche Durchschlagsleistung wie die BLU-109. Der Sprengkopf ist jedoch wesentlich kleiner, weshalb die SDB die BLU-109 nicht ersetzen wird. Das Programm soll langfristig dazu führen, die größeren Mk.-84-Bomben zu ersetzen, um bei gleichen Nutzlasten pro Flugzeug mehr Waffen transportieren zu können.[1]
  - GBU-57 Massive Ordnance Penetrator (MOP): 13,6 t schwere Bombe zum Einsatz gegen extrem stark verbunkerte Ziele. Soll bis zu 60 m Beton durchdringen.

- Waffen mit Nuklearsprengkopf
  - B61-11: Version der freifallenden Atombombe B61 zur Bekämpfung von Bunkern. Die Sprengkraft liegt bei rund 10 kT.

#### Russland
- KAB-1500LG: Gleitbombe mit Laser-Zielsuchlenkung. Penetrationsleistung etwa 20 m Erdreich oder 2 m Beton.
- KAB-1500LF: Gleitbombe mit Laser-Zielsuchlenkung. Penetrationsleistung von 20 m Erdreich oder 4 m Beton.
- KAB-1500Kr: Gleitbombe mit optischem CCD-Suchkopf. Penetrationsleistung wie KAB-1500LF.

#### Europa
- BROACH: Ein britisch-französischer Penetrator mit zusätzlicher Hohlladung, der für den Marschflugkörper „Storm Shadow“ entwickelt wurde. BROACH kann bis zu 4 m Beton durchschlagen.
- MEPHISTO: Ein fast 500 kg schwerer Doppelladungs-Penetrator, der in Deutschland für den Taurus-Marschflugkörper entwickelt wurde. Die Durchschlagsleistung liegt hier ebenfalls bei mehreren Metern Stahlbeton.

## Trivia
Die folgende Passage aus dem Roman Heeresbericht von Edlef Köppen beschreibt detailliert die Wirkung solcher Granaten, wie sie auch Erich Maria Remarque kennengelernt hatte:
„Die 7,5-cm-Granaten der leichten Feldartillerie, die ein Gewicht von 5,6 kg haben und eine Sprengladung von 0,608 kg haben, dringen 1,80 Meter in Erde, 12 Zentimeter in Beton, haben eine Gesamtwucht aus Aufschlag und Explosion von 230 Metern und schleudern 508 Splitter umher. - Die Eindringungstiefe eines aufschlagenden 15-Zentimeter-Geschosses in Erde beträgt 4,10 Meter, in Beton 39 cm, die Sprengladung wiegt 4,86 Kilogramm, die Kraft der Explosionsladung 1.900 Meter, die Splitterzahl beträgt 2030. - Ein 30,5-cm-Geschoss hat ein Gewicht von 324 Kilogramm, entfaltet eine Explosionswucht, die vergleichbar ist mit einem D-Zug von 50 Wagen bei 85 Kilometern Stundengeschwindigkeit, schleudert 8110 Splitter umher und dringt 8,10 Meter in Erde und 90 Zentimeter in Beton ein.“
Edlef Köppen verwendete für seinen Bericht das Buch von Friedrich Sesselbach, Der Stellungskrieg, S. 260. Der Bericht Sesselbachs ist deshalb sehr authentisch, weil er bereits aus dem Jahr 1912 stammt.